# Bloodborne
Bloodborne is een computerspel voor de PlayStation 4 dat ontwikkeld wordt door From Software en uitgegeven door Sony Computer Entertainment. Het wordt geregisseerd door Demon's Souls- en Dark Souls-regisseur Hidetaka Miyazaki. Het spel werd op 9 juni 2014 door middel van een trailer aangekondigd tijdens Sony's persconferentie op E3.
De game kwam 25 maart 2015 beschikbaar. In oktober 2015 werd door Sony aangekondigd dat een Game of the Year Edition op 27 november 2015 zal verschijnen. Deze editie zal het originele spel bevatten plus de uitbreiding The Old Hunters, welke ook apart als DLC wordt aangeboden vanaf 24 november 2015
De game staat bekend om zijn zeer hoge moeilijkheidsgraad, zoals ook zijn voorgangers Demon's Souls, Dark Souls en Dark Souls II.  

## Verhaallijn
Het spel speelt zich af in een oeroude en verlaten stad genaamd Yharnam, die bekendstond om een geneesmiddel. Gedurende de jaren maakten vele reizigers bedevaarstochten naar Yharnam, zoekend naar dit geneesmiddel om hun aandoeningen te verhelpen. De hoofdpersoon van het spel is een van deze reizigers. Bij aankomst in Yharnam blijkt de stad echter overrompeld te zijn door een verschrikkelijke vloek, welk de inwoners gewelddadig en gestoord heeft gemaakt. De speler moet de straten en steegjes van Yharnam doorlopen, en de krankzinnige inwoners en afgrijselijke wangedrochten verslaan om te overleven in de zoektocht naar een zeldzaam soort bloed om zich te genezen onder de naam: "Paleblood".

## Spelontwikkeling
Afbeeldingen van het spel werden een paar weken voor de officiële onthulling gelekt op het internet onder de naam Project Beast. Velen geloofden toentertijd dat de lek mogelijk iets met Demon's Souls te maken had. Echter vermeldde regisseur Hidetaka Miyazaki sindsdien dat Bloodborne nooit werd beschouwd als Demon's Souls II, aangezien Sony Computer Entertainment het intellectuele eigendom voor de PlayStation 4 wilde hebben.

## Ontvangst
| Geaggregeerde scores |                 |        |
| Spel                 | Aggregeerder    | Score  |
| Bloodborne           | GameRankings    | 90,66% |
| Bloodborne           | Metacritic      | 92/100 |
| The Old Hunters      | GameRankings    | 86,73% |
| The Old Hunters      | Metacrtitic     | 87/100 |
| Reviews scores       |                 |        |
| Spel                 | Uitgave         | Score  |
| Bloodborne           | Power Unlimited | 93/100 |
| Bloodborne           | Gamer.nl        | 9/10   |
| Bloodborne           | FOK!            | 9,5/10 |
| The Old Hunters      | Power Unlimited | 86/100 |
| The Old Hunters      | Gamer.nl        | 9/10   |
| The Old Hunters      | FOK!            | 9/10   |